# Kardașînka, Hola Prîstan
Kardașînka (în ucraineană Кардашинка) este un sat în comuna Velîka Kardașînka din raionul Hola Prîstan, regiunea Herson, Ucraina.

## Demografie
Componența lingvistică a localității Kardașînka
     Ucraineană (92,63%)
     Rusă (6,75%)
     Alte limbi (0,3%)
Conform recensământului din 2001, majoritatea populației localității Kardașînka era vorbitoare de ucraineană (92,63%), existând în minoritate și vorbitori de rusă (6,75%).